# Blumeria graminis

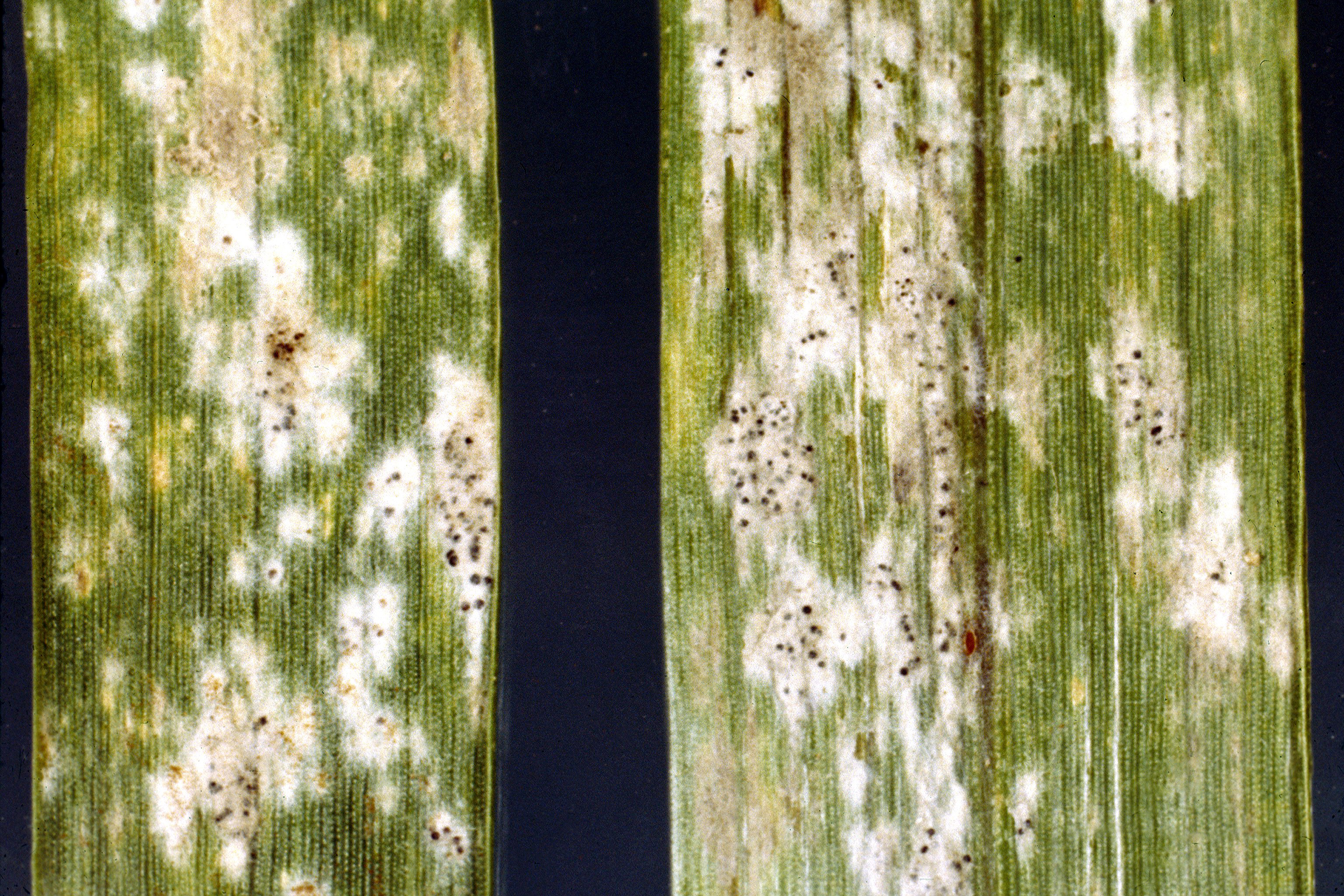
liście z grzybnią i klejstotecjami

Blumeria graminis (DC.) Speer – gatunek grzybów z klasy Dothideomycetes. Jest to jedyny gatunek należący do monotypowego rodzaju Blumeria. Pasożyt obligatoryjny, wywołuje chorobę o nazwie mączniak prawdziwy zbóż i traw.

## Systematyka i nazewnictwo
Pozycja w klasyfikacji według Index Fungorum: Erysiphaceae, Helotiales, Leotiomycetidae, Leotiomycetes, Pezizomycotina, Ascomycota, Fungi.
Po raz pierwszy zdiagnozował go w 1815 r. Augustin Pyramus de Candolle nadając mu nazwę Erysiphe graminis. Obecną, uznaną przez Index Fungorum nazwę nadał mu Eberhard Otto von Speer w 1975 r.
Synonimy:
- Acrosporium monilioides Nees 1816
- Erysiphe communis f. graminis (DC.) Fr. 1829
- Erysiphe graminis DC. 1815
- Oidium monilioides (Nees) Link 1824
- Oidium monilioides (Nees) Link 1824 var. monilioides
- Tigria graminis (DC.) Trevis. 1853[3].

## Morfologia
Grzyb mikroskopijny. Jego grzybnia rozwija się na łodygach i obydwu stronach blaszek liściowych roślin. Jest rozproszona lub tworząca plamy, początkowo cienka i biała, potem grubsza, filcowata i ciemniejsza – ochrowa lub rdzawobrązowa. Strzępki powyginane, rozgałęzione, septowane, o szerokości 3,5–5,5 μm i długości 35–53 μm. Konidiofory wyprostowane, pierwszy człon ma długość 60–90 μm, powyżej niego są jeszcze krótsze komórki o długości 12,5–25 μm. Zarodniki konidialne tworzą się w łańcuszkach. Są elipsoidalne lub cytrynowate, czasami rozszerzone na jednym końcu. Mają rozmiar (20) 24–35 (45) × (8) 12–16 (20) μm. Strzępki rostkowe wyrastają z obydwu końców, lub z boku zarodnika. Są proste lub nieco powyginane, mają długość 12–55 μm i szerokość 2,5–4 μm. Na ich końcu wyrasta brodawkowata przycistka. Ssawki palczaste. Grzybnia wtórna zbudowana z prostych lub zakrzywionych strzępek o długości 200–400 μm i szerokości 4–7 μm, początkowo bezbarwnych, potem szarawych, ochrowych lub rdzawobrązowych.
Na grzybni w skupiskach wyrastają kuliste, początkowo lekko wgłębione, potem wklęsłe klejstotecja, zazwyczaj zanurzone w gęstej warstwie grzybni. Mają średnicę 110–280 μm. Zbudowane są z nieregularnie wielokątnych komórek o średnicy 8–20 μm. Z dolnej połowy klejstotecjum wyrasta od kilku do wielu przyczepek, przeważnie słabo rozwiniętych. Są podobne do strzępek, cienkościenne, poplątane z grzybnią, bezbarwne lub ubarwione, septowane, i zazwyczaj krótsze od klejstotecjum. Tylko rzadko rozgałęziają się. W klejstotecjum worki w liczbie 6–30. Są 8-zarodnikowe, mają długość 50–105 μm i szerokość 20–45 μm. Askospory elipsoidalne lub jajowate, bezbarwne lub słabo ubarwione, o rozmiarach 20–24 × 10–14 μm.

## Występowanie
Jest szeroko rozprzestrzeniony. Zanotowano jego występowanie w Ameryce Północnej i Środkowej, Europie, Azji i Nowej Zelandii.
Jego żywicielami są gatunki z rodziny wiechlinowatych, należące do rodzajów: perz, owies, kupkówka, turówka, jęczmień, perłówka, mannica, wiechlina, żyto, pszenica, Bechmannia. W niektórych krajach podawane jest występowanie także na innych gatunkach.